# Skrzyp gałęzisty

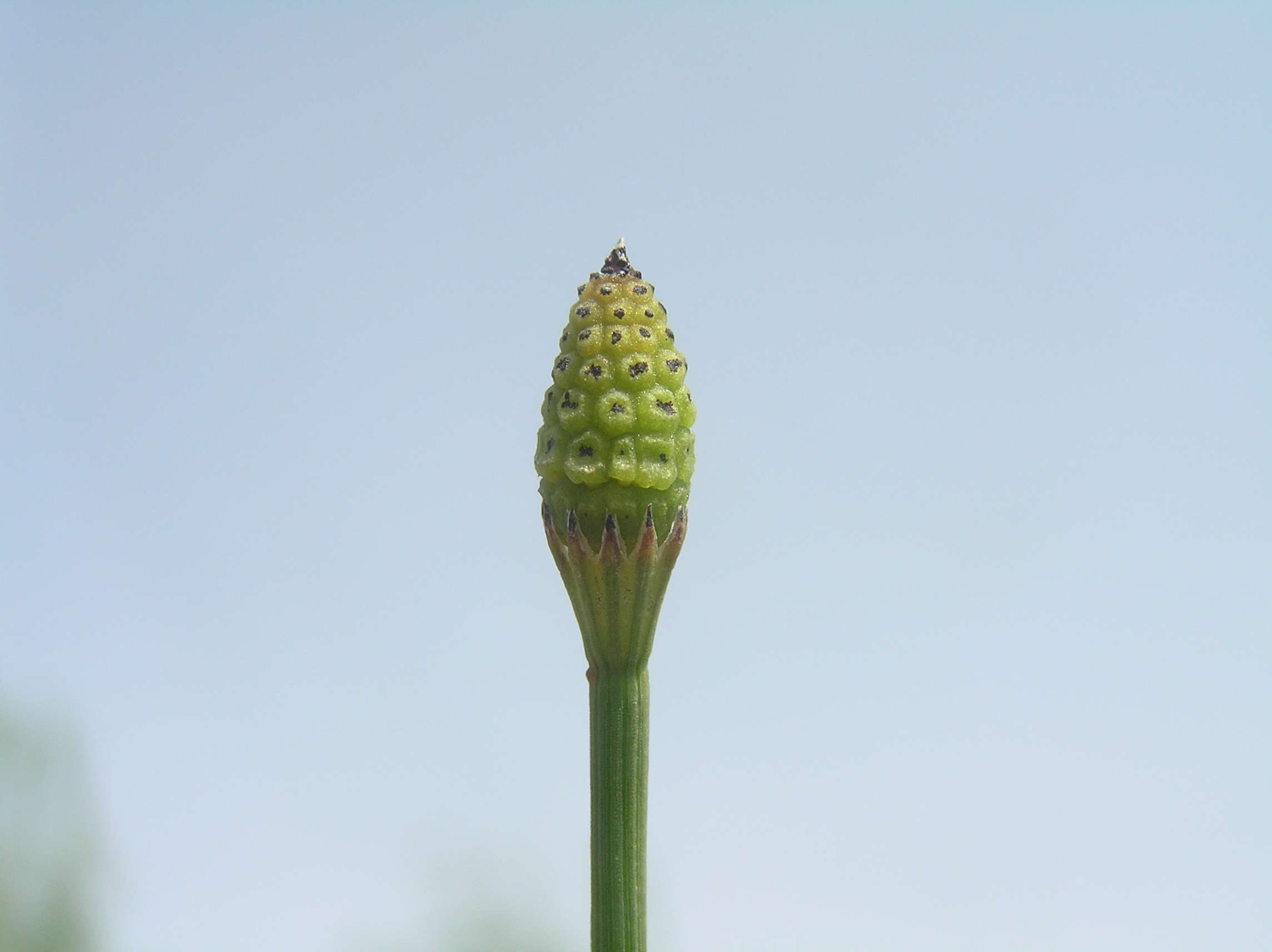
Kłos zarodnionośny

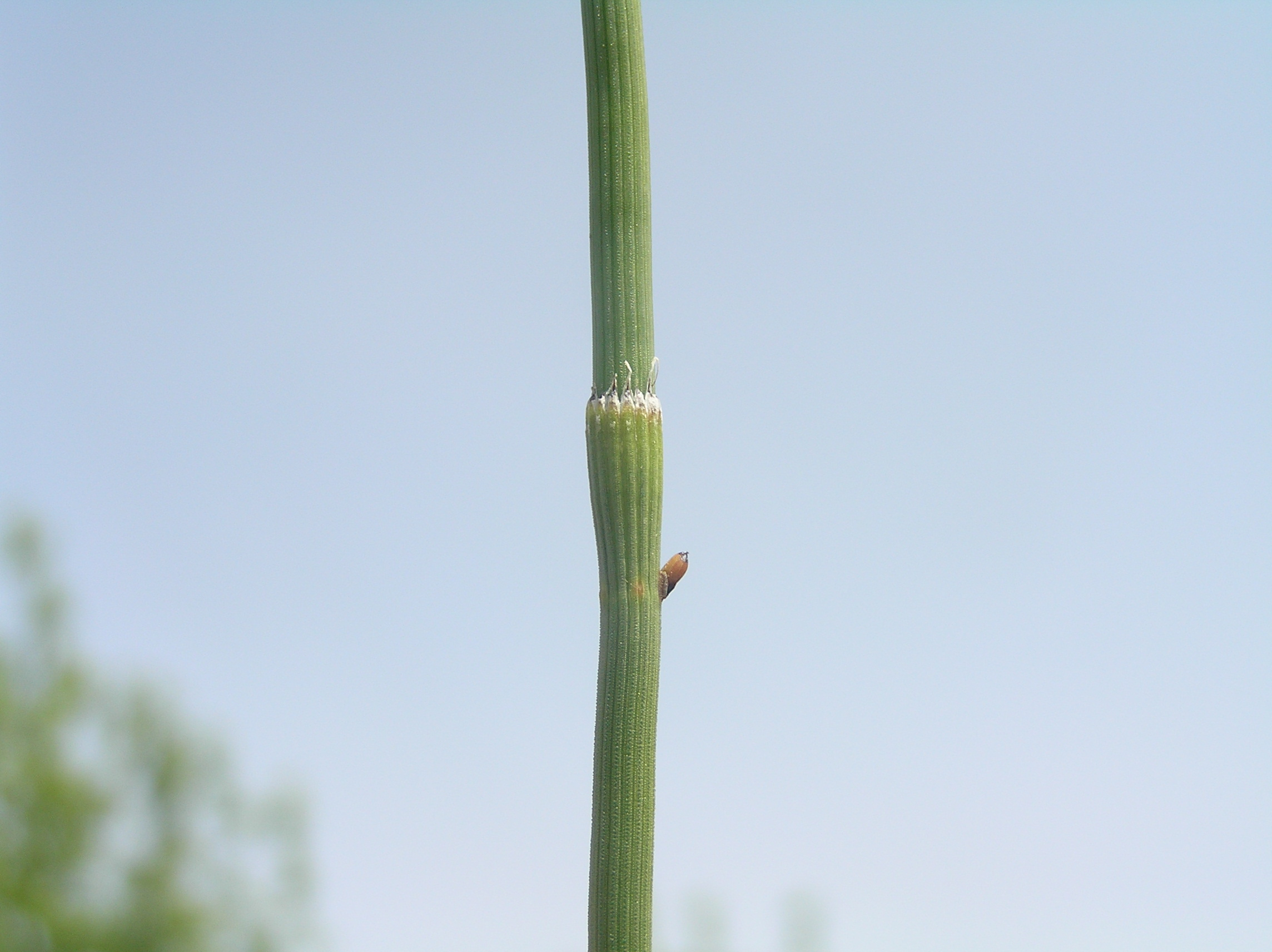
Pęd

Skrzyp gałęzisty (Equisetum ramosissimum Desf.) – gatunek roślin należący do rodziny skrzypowatych.

## Rozmieszczenie geograficzne
Występuje w Azji i Europie z wyjątkiem ich północnych części oraz w Afryce z wyjątkiem jej części zachodniej. Rozprzestrzenia się też gdzieniegdzie poza tymi regionami. W Polsce gatunek występuje głównie w dolinie środkowej Wisły. Poza tym znany z rozproszonych stanowisk na Wyżynie Lubelskiej i Roztoczu, w dolinie dolnego Sanu oraz w dolinach innych rzek karpackich. Na pojedynczych stanowiskach występuje na Dolnym i Górnym Śląsku, w Wielkopolsce, na Wyżynie Krakowsko-Częstochowskiej, na Pomorzu Zachodnim, na Podlasiu i na północ od Płocka.

## Morfologia
Pokrój sporofituWykształca pędy niezróżnicowane na płonne i płodne. Pędy nadziemne zielone, do 80 cm długości, płożące lub wzniesione, nierozgałęzione lub rozgałęzione nieregularnie.
Pokrój gametofituBlaszkowate przedrośle wyrastające z zarodnika.
KłączeTrwałe (zimujące), podziemne (na głębokości 0,6-1,6 m), bardzo rzadko z bulwkami magazynującymi skrobię (służącymi także do rozmnażania wegetatywnego). W części centralnej obecny jest wąski przewód powietrzny. Podzielone na czarnobrunatne międzywęźla o długości 4–8 cm i grubości 7 mm. W węzłach wyrastają liczne, wznoszące się ku powierzchni gruntu odgałęzienia.
KorzenieWyrastają z kłącza w węzłach, nitkowate.
ŁodygaOsiąga od 10 do 80 cm wysokości, jest zielona, rozgałęziona nieregularnie lub wcale. Wewnątrz z szerokim przewodem powietrznym. Międzywęźla mają po 3–10 cm długości i są żeberkowane. Między 6–26 wypukłymi, szorstkimi żebrami, znajdują się głębokie rowki.
LiścieWyrastające okółkowo liście zrastają się brzegami tworząc wokół łodygi zieloną pochwę liściową, w górze nieco rozszerzoną. Na szczycie pochwy (od 1/3 jej długości) znajdują się wolne ząbki, w dołu czarnobrunatne, na szczycie białawo obrzeżone.
Kłos zarodnionośnyZarodnie zebrane są w zaostrzony zwykle na szczycie kłos z  osią pełną (bez przewodu powietrznego).

## Biologia i ekologia
Bylina, geofit ryzomowy. Rośnie nad brzegami wód, na łachach powstałych z piasków i żwirów. Dość często spotykany na siedliskach antropogenicznych, np. na torach i nasypach kolejowych, na żwirowiskach, przyczółkach mostowych, na wałach. Występuje głównie na madach i na podłożu żwirowym lub kamienistym. Zarodniki dojrzewają od maja do lipca. Liczba chromosomów 2n = 216.  Gatunek charakterystyczny dla związku (All.) Vicio lathyroidis-Potentillion i Ass. Festuco rubrae-Equisetetum ramosissimi.

## Zagrożenia i ochrona
Gatunek umieszczony na polskiej czerwonej liście w kategorii NT (bliski zagrożenia).